# MacLellan's Castle
MacLellan's Castle is een laat-zestiende-eeuws kasteel in Kirkcudbright in de Schotse regio Dumfries and Galloway. Het kasteel werd gebouwd door Thomas MacLellan of Bombie.

## Geschiedenis
De familie MacLellan had haar macht mede te danken aan de ondergang van de Black Douglases die door Jacobus II van Schotland in Threave Castle werd bewerkstelligd. Zo werd in 1466 William MacLellan of Bombie aangesteld als provoost van Kirkcudbright. In de volgende eeuw verkreeg de familie steeds meer belangrijke functies in de regio. 
In 1449 stichtte Jacobus II van Schotland een franciscanenklooster in Kirkcudbright. Het land werd door de Reformation Act in 1560 onteigend. In 1569 kocht Thomas MacLellan of Bombie, provoost van Kirkcudbright, het complex. Hij bouwde er vanaf 1570 MacLellan's Castle, dat in 1582 gereed kwam. Van de kloostergebouwen bleef enkel het koor van de kerk over dat werd ingericht als graftombe voor zijn familie. Tot 1838 bleef de Greyfriars' Church in gebruik als parochiekerk.

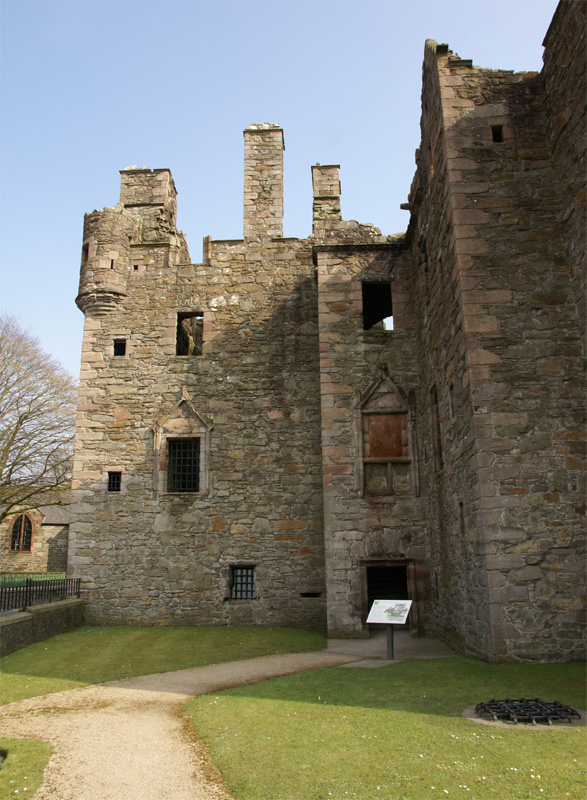
MacLellan's Castle, hoofdingang in de uitstekende secties van het L-plan. Vooraan rechts de put.

In 1580 werd Sir Thomas benoemd tot 's konings Gentleman of the Bedchamber. In 1584 huwde Sir Thomas met Grissel Maxwell, de tweede vrouw van Sir Thomas en dochter van John Maxwell, vierde graaf van Herries. Zijn eerste vrouw was Helen, dochter van James Gordon van Lochinvar; zij stierf in 1581. Sir Thomas had zes wettelijke kinderen en één natuurlijke dochter en werd opgevolgd door zijn oudste zoon uit het tweede huwelijk, Robert. Ook Robert bracht het tot Gentleman of the Bedchamber bij zowel Jacobus VI van Schotland als Karel I van Engeland. In 1633 werd hij geridderd en benoemd tot de eerste Lord Kirkcudbright. Hij stierf in 1639 met vele schulden. Zijn neef William MacLellan of Glenshinnoch werd de tweede Lord Kincudbright. Als fervent convenanter bracht hij op eigen kosten een leger op de been en stierf uiteindelijk in Ierland in 1647. De derde Lord Kincudbright was John MacLellan, eveneens een convenanter, die met een leger naar Ierland trok om daar in 1649 verslagen te worden. Hij bracht de MacLellans financieel aan de grond en stierf in 1655. In 1741 was William MacLellan, Lord Kirkcudbright, afgezakt tot een simpele koopman. MacLellan's Castle was toen in handen van de MacLellans van Orchardton. In 1742 verwijderden ze het dak en gebruikten het voor het Orchardton House. In 1782 verkochten ze het kasteel aan Lord Selkirk. In 1912 gaf Charles Hope het kasteel in staatsbeheer.

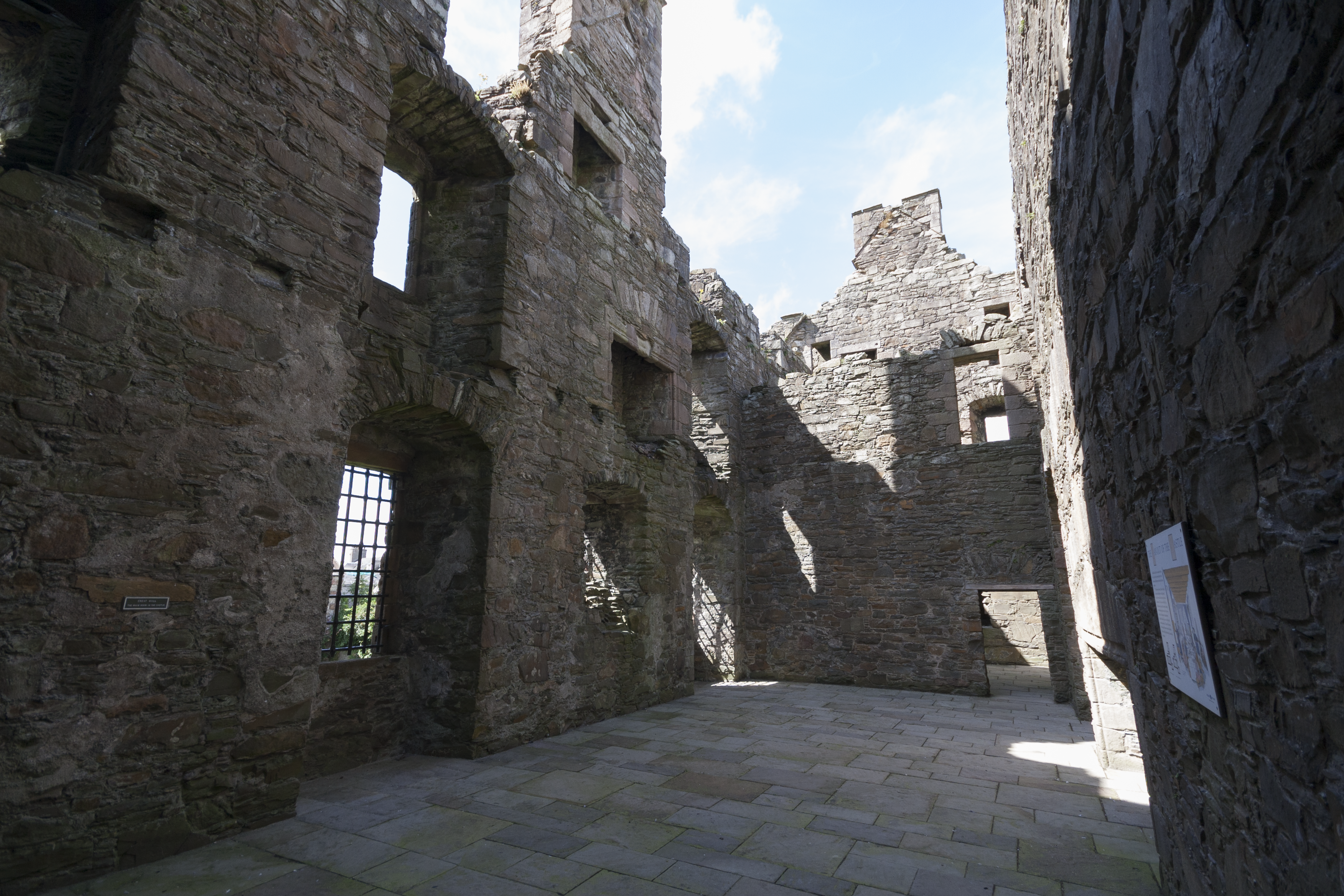
Ridderzaal

## Bouw
MacLellan's Castle was primair niet ingericht op verdediging maar op grandeur. Het kasteel is nooit belegerd geweest of herbouwd. Het kasteel telde vier verdiepingen en de meeste muren zijn bewaard gebleven. Het kasteel werd gebouwd volgens het L-plan met twee variaties, namelijk een extra toren in de zuidoostelijke hoek en twee uitstekende delen aan de toegangszijde (de noordwestelijke zijde). De zuidoostelijke toren telde vijf verdiepingen in tegenstelling tot de andere delen van het kasteel.
Aan de noordzijde boven de ingang van het kasteel bevinden zich drie panelen met de wapens van de MacLellans, de Maxwells van Herries en het koninklijke wapen van Jacobus VI van Schotland. Boven het wapen van de Maxwells staan de letters G M, die verwijzen naar Grissel Maxwell, de tweede vrouw van Sir Thomas.
In het blok ten westen van de ingang bevonden zich de keuken van vijf meter in het vierkant, voorzien van een grote haard, dienstluik en waterafvoer, en de Steward's Room (de kamer van het hoofd van de huishouding).  In het blok ten oosten van de ingang, dat zich naar het noorden uitstrekt, bevonden zich de kamers van de heer inclusief de great hall van elf bij zes meter. Naast de great hall was de zogenaamde laird's lug. Deze kleine ruimte had een kleine opening in de muur die uitkwam in de achterzijde van de haard van de great hall en werd gebruikt om conversaties in de great hall af te luisteren. Een privétrap vanuit de ernaast gelegen privékamer gaf directe toegang tot de op de begane grond gelegen wijnkelder. 

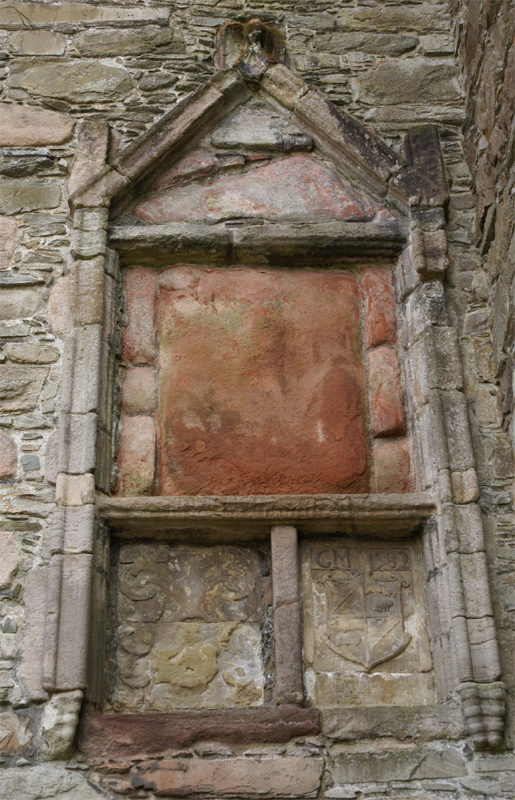
Panelen met de wapens boven de hoofdingang

Het kasteel was omringd door een tuin. Aan de noordzijde bevond zich een put.
In de nabijgelegen  Greyfriars' Church bevinden zich de tombe van Thomas MacLellan en Grissel Maxwell. De tombe werd opgericht door hun zoon Robert.

## Beheer
MacLellan's Castle wordt sinds 1912 beheerd door Historic Environment Scotland, net als Cardoness Castle.